# Sjeverni Bioko
Sjeverni Bioko (španjolski: Bioko Norte) je najnaseljenija od sedam pokrajina Ekvatorske Gvineje. Glavni grad je Malabo koji je ujedno i najveći grad u državi. Pokrajina se nalazi na sjevernom dijelu otoka Bioko.

## Upravna podjela
Pokrajina je podjejljena na sljedeće općine i okruge:
Općine:
- Malabo
- Baney
- Rebola

Okruzi:
- Malabo (s 11 mjesnih odbora)
- Baney (s 12 mjesnih odbora)